# Inter (Ucraina)
Inter (ucraineană Інтер) este un canal de televiziune ucrainean. Acesta acoperă 99,7% din teritoriul Ucrainei. Potrivit Kyiv Post, este printre cele mai urmărite canale de televiziune din Ucraina.
Inter prezintă un mix de programare generală care atrage atât publicul tânăr, cât și cel vârstnic, care include filme, muzică, dramă, documentare, știri, programe pentru copii etc.
Între 2014 și 2016, canalul a fost puternic criticat de activiștii politici pro-occidentali și acuzat de răspândirea propagandei pro-ruse și de promovarea agendei politice ruse în contextul războiului ruso-ucrainean aflat în desfășurare la acea vreme.

## Istorie
Canalul a fost fondat de Corporația TV Independentă din Ucraina în 1996.
Pe lângă versiunea sa internațională a canalului ca proiect de afaceri, Inter constă acum din mai multe proiecte similare. Acestea sunt 07 Production - un studio de filme documentare, NIS - un studio de informare cu Podrobytsi, Pirat Production - un studio de spectacole de divertisment.
Există, de asemenea, peste cinci alte canale independente, cum ar fi NTN, K1, K2, Megasport, Enter-Film și Enter-Music (o versiune ucraineană a MTV).
La 15 septembrie 2016, Kateryna Shkuratova a fost numită președinte al Consiliului de administrație al canalului Inter TV.

## Inter Plus
Inter Plus (ucraineană Інтер+) este rețeaua internațională a Inter Channel care difuzează cele mai bune programe Inter pentru ucrainenii din străinătate în America de Nord și Europa. Canalul a început să difuzeze pentru prima dată pe 13 ianuarie 2003, disponibil prin Dish Network în Statele Unite și în Germania prin Kabel Deutschland și criptat în Europa și Rusia pe sateliții Sirius 2 și ABS 1. Din 30 martie 2011, Inter Plus nu mai este disponibil pe Dish Network.
Inter+ este disponibil și în Canada prin IMB+ Records, un furnizor IPTV.

### Programare
- Ahenty Vplyvu (Agenți de influență)
- Kartata Potata
- Kliuchovy Moment (Momentul cheie) - un talk show condus de Nataliya Sumska. Spectacolul este orientat să-i ajute pe oameni să se găsească unul pe celălalt sau să restabilească relații de mult uitate sau pur și simplu să-l lase pe unul dintre invitați să spună o poveste din viața lor pe care și-ar dori s-o schimbe.
- Kvadratny metru (metru pătrat)
- Lehendy Bandytskoi Odesy (Legends of Criminal Odessa) - un spectacol istoric care a fost întrerupt în 2009. Spectacolul a povestit povești criminale ale orașului Odessa în vremurile cunoscute în istorie drept Războiul Civil Rus și ulterior.
- Liniya Konfliktu (Line of Conflict) - un talk show al Masha Yefrosinina. Este un proiect social-psihologic palpitant. Spectacolul aduce în discuție cele mai fierbinți subiecte din viața de zi cu zi. Participanții la discuții sunt strălucitori, neobișnuiți și încrezători în corectitudinea personajelor lor. Sarcina principală a lui Masha în proiect este de a înclina oaspeții la dezbaterea ascuțită, literalmente la marginea unui scandal. La Linia Conflictului va fi pusă linia de foc!
- Na Svoyu Holovu (On Your Head) - un spectacol de jocuri din viața reală, orientat spre aventură, condus de Ihor Pelykh.
- Nayrozumnishy (Smartest) - un joc-show intelectual cu o prezentatoare de dicție fulgerătoare, Tina Kandelaki .
- Novatsii i Shtukentsii (Invenții și chestii)
- Park Avtomobilnoho Periodu (Parcul Epocii Automobile)
- Podrobytsi (Detalii)
- Podrobytsi Tyzhnia (Detalii săptămânal)
- Pozaochi (Pass the Eyes) - un talk show cu celebrități. Autorii emisiunii sunt Hanna Bezliudna și Irina Ionova. Spectacolul este condus de Iulia Lytvynenko. Scopul spectacolului este de a permite publicului să-și cunoască personajele preferate puțin mai aproape.
- Ranok z Interom (Dimineața cu Inter)
- Sudovi Spravy (Afaceri judecătorești)
- Svoboda na Interi (Libertatea pe Inter)
- Vechirniy Kvartal (cartier de seară)
- Vidverto pro Futbol (Cu stimă despre fotbal)
- Znak yakosti (semnul calității)

### Personalități
- Andri Danilevych (Podrobytsi Tyzhnia)
- Hanna Homonai (Novyny)
- Volodymyr Horiansky (Ranok z Interom)
- Yevhen Koshovy (Vechirniy Kvartal)
- Olha Kotlytska (Na Pershy Pohliad)
- Olena Kravets (Vechirniy Kvartal)
- Iulia Lytvynenko (Pozaochi)
- Dasha Malakhova Arhivat în 3 iulie 2017, la Wayback Machine. (Kartata Potata)
- Ihor Pelykh (Na Svoyu Holovu) (decedat într-un accident de mașină 8 mai 2009)[7]
- Ruslan Senichkin (Podrobytsi)
- Nataliya Sumska (Momentul Kliuchovy)
- Olha Sumska (Ranok z Interom)
- Masha Yefrosinina (Liniya Konfliktu)
- Iryna Yusupova (Podrobytsi)
- Anastasia Zavorotniuk (Kukhnia dlia Chaynykiv)
- Volodymyr Zelensky (Vechirniy Kvartal)
- Yevgeny Kiselyov (responsabil cu producția de știri)[8]

## Proprietate
Canalul a fost fondat de Corporația TV Independentă din Ucraina în 1996. Acționarii TV-corporației independente ucrainene au fost Dilovyi Svit 51%, Russian Channel One 29%, Pegas Television 20%. Aproximativ 82,5% din Pegas Television era proprietatea personală a lui Ihor Pluzhnikov. Celelalte acțiuni ale companiei au fost împărțite între Pegas și Overseas Sales Ltd. 17,3% și Bersted Ukraina 0,2%. Cele două companii erau și proprietatea lui. Pe lângă Pegas, a avut o parte din Dilovyi Svit, care a constat din Bersted Ukraina, RIF-Service, Play Enterprise, compania de asigurări Sindek și serviciile juridice ale Konnov și Sozanovskyi. În 2005, Ihor Pluzhnikov a murit pe neașteptate într-un spital. Moartea lui a stârnit multe discuții la nivel politic. În august, toate acțiunile Dilovyi Svit și jumătate din Pegas Television (total de 61%) au devenit proprietatea a ceea ce mai târziu a devenit cunoscut sub numele de ucrainean Mediaproject condus de Valeriy Khoroshkovsky. Pegas a fost preluat de soția lui Pluzhnikov, Svitlana, care deține 10% din corporația independentă de televiziune ucraineană. Se speculează că ea nu are nicio influență asupra afacerilor telecanalului, Inter . În decembrie 2012, 61% din acțiuni sunt deținute de Ukrainian Mediaproject, 29% de Channel One și 10% de văduva lui Pluzhnikov. Potrivit lui Yaroslav Porokhniak, șeful consiliului de administrație al Inter, acționarii ruși nu au niciun cuvânt de spus în politicile editoriale sau de programare ale canalului.
În septembrie, Valeriy a devenit șeful Consiliului de observare și în 2006 a făcut unele schimbări în management. În 2007, pe baza ucrainean Mediaproject a fost înființată U.A. Inter Media Group exploatații financiare.
Producători generali
- Oleksandr Zinchenko (20 octombrie 1996 – 27 mai 2002)
- Vladyslav Riashyn (20 octombrie 1996 – 15 ianuarie 2006)
- Leonid Mazor (24 martie-31 decembrie 2006)
- Hanna Bezliudna (1 ianuarie 2007 – 6 septembrie 2009)

Managerii serviciilor de informare
- Hanna Bezliudna 1997-2001
- Oleksiy Mustafin 2001-2005
- Maksym Karyzhskyi 2006
- Anton Nikitin 2006-2009
- Oleksandr Pylypets 2009

Canalul face parte din GDF Media Limited ; de când Dmytro Firtash a cumpărat 100% din Inter Media Group Limited (înapoi) de la Valeriy Khoroshkovskyi la 1 februarie 2013. În iunie 2007, Khoroshkovskyi și-a extins UA Inter Media Group Ltd cu diverse alte canale cumpărate de la Firtash.
GDF Media Limited mai deține NTN, K1, Mega, Enter-Film, K2, Pixel și Zoom.

## Ceas
Ceasul este afișat înaintea programelor de informare pentru a indica începutul și sfârșitul aerului și înainte și după prevenirea preventivă. Din 20 octombrie 1996 până în 19 octombrie 2000 ceasul a fost tăcut.
- Din 20 octombrie 1996 până în 19 octombrie 2000, pe un fundal negru, arată ceasul cu cadran verde, numere albe, inscripții albe IHTEP, acționare albe pentru ore și minute, secundă roșie. Ceasul era tăcut.
- Din 20 octombrie 2000 până în 23 august 2007 pe un fundal albastru în colțul din stânga jos arată cuburile albastre în centru pe o bandă albă care rulează linia de știri (dimineața și după-amiaza în limba ucraineană, seara - în rusă ), mai jos erau site-uri www. inter.ua și www.podrobnosti.ua pe bara gri, chiar mai jos pe o bandă albă - oră electronică. Seara, pe dreapta era site-ul podrobnosti.ua.
- Din 24 august 2007 până în 30 iunie 2013, a fost afișat un ceas în format Earth-TV, față de orașele din lume de mai sus arată un oraș, informații despre țară, ora curentă, vremea în oraș, cuvântul "ПРЯМЕ ВКЛЮЧЕННЯ" în partea de jos a inscripției „В КІЄВІ” și a orei electronice.
- Din 6 septembrie 2010 până în 30 iunie 2013, pe fundalul orașelor ucrainene, în partea de sus, au fost afișate informații despre oraș, cuvântul „ПРЯМЕ ВКЛЮЧЕННЯ”, în colțul din dreapta jos, ora electronică.
- De la 1 iulie până la 25 august 2013 pe un fundal albastru în centru a fost afișat globul, „semnale” în centrul unei mingi tridimensionale, cadran alb, mâini și albe.
- Din 26 august 2013 până în prezent, pe fundalul unui cer înnorat este afișată o oră electronică pe ferestrele unui zgârie-nori.

## Controverse
Potrivit criticilor, canalul a fost controlat direct de Partidul Social Democrat din Ucraina (unit) până la Revoluția Portocalie din 2004.
În ianuarie 2009 (fostul) prim-ministru ucrainean Iulia Timoșenko a refuzat să apară la programele de televiziune Inter, criticând asociații canalului cu privire la etica lor profesională.
La 21 februarie 2014, 16 jurnaliști ai postului au susținut că au fost victimele cenzurii (sub forma că au fost forțați să facă „propaganda proguvernamentală”) și au cerut conducerii superioare să acopere în mod obiectiv evenimentele referitoare la Euromaidan. La 22 februarie 2014, programarea normală a canalului a fost înlocuită, pe fondul zvonurilor despre un posibil atac sau incendiu la sediul său, cu transmisia în direct a sesiunilor parlamentare. La 22 februarie 2014, în cadrul „ revoluției Maidan ”, președintele Viktor Ianukovici (cel pentru care jurnalistul 16 se plânsese că a fost forțat să facă propagandă) a fost demis din funcție.
La începutul lunii septembrie 2016, studiourile Inter au fost atacate și apoi blocate timp de trei zile de batalionul St Mary, care l-a acuzat că este pro- rus în timpul războiului ruso-ucrainean.

### Critică
În 2014, „Inter”, politica informațională a canalului de televiziune a provocat în mod repetat o reacție negativă a societății. A fost creat chiar și un grup de Facebook Blacklist Inter (ucraineană «Інтер в ігнор»).  De asemenea, activiștii Euromaidan au făcut apel la boicotarea acestui canal de televiziune și le-au cerut angajaților săi să nu mintă în aer. Cenzura la „Inter” a fost semnalată mai devreme.

### Conținut de difuzare în limba rusă și în limba rusă
Din 2014, „Inter” a fost criticat pentru difuzarea serialelor rusești. Conform rezultatelor monitorizării efectuate de activiștii „Boicota cinematografiei ruse”, în septembrie „Inter” a ocupat locul 3 în top-10 canale TV la nivel național care prezintă filme și seriale rusești. În perioada 8-14 septembrie, conținutul rusesc a durat în medie 11 ore și 15 minute pe zi. Conform datelor de monitorizare din 27 septembrie, conținutul rusesc a ocupat deja 67% pe acest canal.
Pe 11 decembrie 2014, activiștii „ Boicotează Filmele Ruse ” au pichetat biroul principal al „Inter” din Kiev . În timpul acțiunii numite „Nu ne ucideți protectorii prin propaganda rusă!” tinerii au plasat pe intrarea principală fotografii cu soldații ucraineni, uciși în timpul intervenției militare ruse din 2014 în Ucraina. Activiștii au susținut că „Inter” ocupă locul doi în rândul canalelor TV în ceea ce privește cantitatea de conținut de origine rusă. Protestatarii au anunțat că filmele și serialele rusești despre „Inter” gloriifică forțele armate rusești, ceea ce este inacceptabil în timpul războiului.
Conform rezultatelor monitorizării desfășurate între 1 și 7 decembrie, cantitatea de conținut de origine rusă a crescut cu până la 13 ore și 15 minute pe zi.

### Scandal la emisiunile TV de noaptea de Anul Nou
Din 31 decembrie 2014 până la 1 ianuarie 2015, în timpul sărbătoririi Anului Nou, acest canal a difuzat emisiunea de Anul Nou „Așteaptă-mă în Anul Nou” (rusă «Жди меня в Новый год») cu vedete ruse care au susținut ocuparea Crimeei de către Rusia (Joseph Kobzon, Oleg Gazmanov, Valeriya etc.). Acest eveniment a provocat imediat o explozie de resentimente în blogosfera și rețeaua de socializare ucraineană. La 1 ianuarie, un număr de oficiali ucraineni de rang înalt, politicieni și lucrători culturali au reacționat. În special, secretarul Consiliului Național de Securitate și Apărare al Ucrainei, Oleksandr Turchynov, a anunțat că Consiliul Național al Televiziunii și Radio al Ucrainei trebuie să ia în considerare imediat anularea licenței canalului. Seara, programul de știri al canalului „Podrobnosti” a disociat public de emisiunile de Anul Nou cu participarea vedetelor ruse și a anunțat că orarul programelor TV a fost schimbat incorect.  
Membru al comisiei de experți în distribuția și difuzarea filmelor Serhiy Osnach susține că „Inter” încalcă regulamentul privind obligatoriu 50% din conținutul ucrainean (articolul 9 din Legea Ucrainei „Despre televiziune și radiodifuziune”). În perioada 5 - 11 decembrie 2015, activiștii campaniei „ Boicot filmele rusești ” au făcut o monitorizare, rezultatele căreia au confirmat ceea ce a spus expertul. Activiștii au calculat că pe „Inter” există 17% din conținutul ucrainean.
Pe 15 ianuarie 2015, Consiliul Național pentru Radio și Televiziune al Ucrainei a avertizat „Inter” pentru difuzarea programelor.
În ianuarie 2015, compania „Kyivstar” și-a anulat filmele publicitare la „Inter”: „ Am încetat să mai plasăm filme publicitare la „Inter”. Este important pentru noi ca reclama noastră să corespundă cu valorile patriotice, pe care „Kyivstar” le pune în reclamă ca operator național ucrainean."